# Chiesa di San Fedele (Poppi)
La chiesa di San Fedele è un edificio sacro che si trova in via Cavour, a Poppi, in provincia di Arezzo.

## Storia
La chiesa abbaziale di San Fedele trae origine dal trasferimento entro le mura di Poppi di una precedente abbazia, quella di Strumi, che venne fondata nel X secolo dal conte Tegrimo I che la dotò anche di cospicuo patrimonio, incrementato dai suoi successori. Nel 1007 era già un monastero benedettino, come si evince da una donazione fatta dalla vedova del fondatore e dal figlio Guido, che;comprendeva i beni posti nella corte di Loscove e che nel 1029 venne integrata dalle decime e dai tributi derivanti dalle corti di Quorle, Strumi, Porciano, Vado, Cetica e Lorgnano. Beneficiata in seguito più volte dai conti Guidi, nella seconda metà dell'XI secolo il monastero adottò la regola vallombrosana, come confermato da una bolla datata 6 agosto 1090 da parte di papa Urbano II. 
Col passar del tempo l'originario monastero divenne angusto e tra il 1185 e il 1195 se ne decise il trasferimento all'interno delle mura di Poppi. La costruzione si protrasse per diversi decenni, contestualmente al castello dei Conti Guidi, che fecero della chiesa il loro luogo di sepoltura almeno fino al 1568, quando viene fatto smantellare il loro sepolcro. Nel 1580 viene edificato il campanile.
Ingrandita nei secoli seguenti e internamente trasformata in stile barocco, nel 1810 l'abbazia venne soppressa e ridotta a semplice parrocchia. Tra il 1928 e il 1934 sotto la guida dell'architetto Giuseppe Castellucci, la chiesa venne ristrutturata, cercando di riportarla al suo aspetto 'originario', chiudendo ad esempio le grandi finestre moderne e riaprendo le monofore medievali, ed eliminando il più possibile le sovrastrutture decorative posteriori alla fase medievale.

## Descrizione

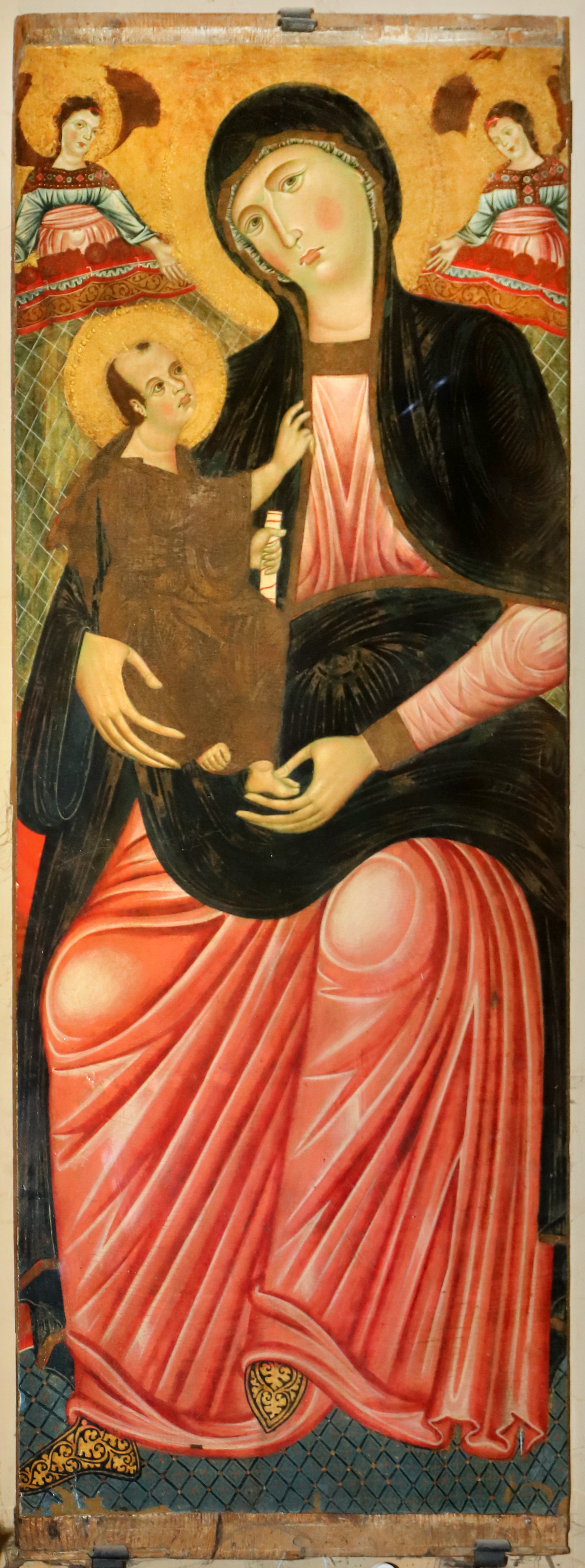
Maestro della Maddalena, Madonna col Bambino

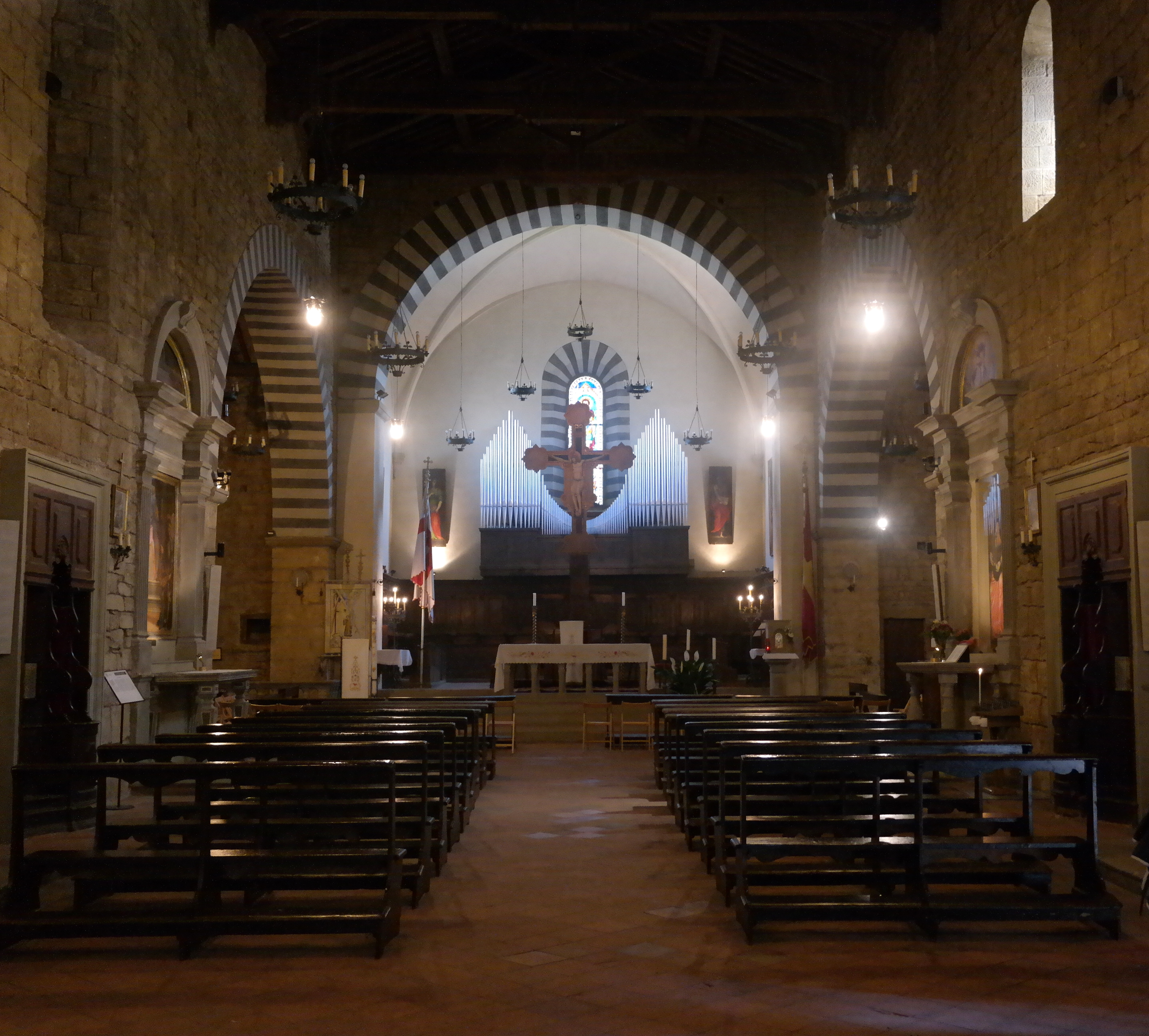
Interno della Chiesa

La chiesa conserva caratteri di transizione tra romanico e gotico: le superfici esterne sono in pietre conce con piccole monofore laterali ed un oculo nella parte alta della facciata. Il fianco destro è ritmato dalle strette monofore ed ha al centro un grande portale aperto nel 1574, ma ricostruito nelle attuali forme neogotiche dal Castellucci. A lato si erge la torre campanaria, costruita utilizzando come base una torre della cinta muraria, come si vede dalla diversità del tipo di pietra utilizzato.
L'interno è a una sola navata, con pianta a croce latina di tipo vallombrosano e capriate lignee che sorreggono la copertura, adornato da una caratteristica bicromia dipinta bianco-nera. Alla parete destra, vicino alla controfacciata, è appesa la Madonna col Bambino in gloria tra i Santi Lorenzo e Cecilia di Ottavio Vannini, del quarto decennio del Seicento. Il dipinto, capolavoro neosartesco e purista del pittore, giunse nel coro della chiesa nel 1818 in sostituzione della Pala di Poppi di Andrea del Sarto prelevata dal Granduca Ferdinando III ed oggi alla Galleria Palatina di Firenze.
Nella navata sono altari tardorinascimentali. Il primo altare di destra, datato 1561, è corredato da una tavola con il Crocifisso con la Madonna, San Giovanni e la Maddalena, già attribuita a Giovan Battista Naldini, ma oggi da considerarsi una delle migliori opere di Giovanni Brina in Casentino realizzata nei primi anni sessanta del Cinquecento. All'altare successivo è invece un altro dipinto ancora anonimo, del XVI secolo e raffigurante Gesù con gli Apostoli che benedice la Maddalena. Prima del presbiterio è l'altare dove è collocata la Madonna col Bambino in trono attribuita al Maestro della Maddalena, forse dell'inizio degli anni ottanta del Duecento. La tavola in origine era presumibilmente completata almeno da due pannelli laterali, sostituiti in epoca moderna dai due Santi del Passignano ora nel presbiterio. L'iconografia, apparentemente consueta, ha la particolarità di presentare il Bambino in età adulta e con il saio, allusione a San Francesco.
Nel transetto destro, all'altare di patronato dei Lapucci, è il Martirio di san Giovanni evangelista, uno dei capolavori di Francesco Morandini, detto il Poppi, realizzato probabilmente nella seconda metà degli anni settanta, comunque entro il 1581, data presente sull'iscrizione dedicatoria sotto l'altare, e restaurato nel 2014. Al centro del timpano spezzato, in un ovale, è una Madonna del Rosario dello stesso Morandini. Di fronte, all'altare del transetto sinistro è il Supplizio di san Vincenzo di Saragozza firmata da Pietro Sorri e datata 1605 . Nella cripta, composta da tre navatelle su due pilastri si trovano, all'interno di un'urna in noce, le spoglie del beato Torello da Poppi, morto nel 1282.
Nel presbiterio si trova il pregevole altare maggiore gotico realizzato nel 1296, sormontato da una pregevole Croce dipinta, ancora anonima, della seconda metà del XIV secolo. Sulla parete destra è appesa la Madonna col Bambino e quattro santi di Antonio da Settignano detto il Solosmeo, datata e firmata 1527, mentre su quella sinistra si trova la tela con il San Benedetto in adorazione dell'Assunta di Jacopo Ligozzi  datato 1601, il secondo dipinto del pittore per il Casentino, commissionato da Ambrogio Rastrellini, abate di Montecassino, di semplice composizione, ma di grande vivacità e finezza coloristiche. Alla parete di fondo del presbiterio si trovano un San Giovanni evangelista e una Santa Caterina, due tavole già attribuite al Portelli o al Passignano e più recentemente a Francesco d'Agnolo, detto lo Spillo, fratello del più noto Andrea del Sarto. Le tavole si trovavano in origine ai lati della tavola del Maestro della Maddalena e facevano parte di una macchina d'altare comprendente anche la cosiddetta Pala di Poppi di Andrea del Sarto, del 1530, una delle ultime opere dipinte dall'artista, completata dopo la sua morte, per gli ultimi ritocchi, da Vincenzo Bonilli detto Morgante, acquistata nel 1818 da Ferdinando III di Lorena ed oggi alla Galleria Palatina di Firenze.
Nella navata sinistra, dal presbiterio, al terzo altare è la tavola raffigurante San Benedetto tra i santi Bernardo degli Uberti e Michele arcangelo, per lungo tempo attribuita a Carlo Portelli e datata all'inizio degli anni cinquanta del Cinquecento, oggi assegnata invece, con una cronologia allo stesso decennio, a Francesco Brina o a Michele Tosini o alla collaborazione dei due pittori, con il Tosini forse responsabile dell'invenzione e del disegno dell'opera. L'opera è sormontata da una lunetta, forse anch'essa del Brina, con la Conversione di San Giovanni Gualberto. Al secondo altare è una Madonna del Rosario e Santi, realizzata dal monaco vallombrosano Alessandro Davanzati e collocata al suo altare nel 1596. A metà della navata sinistra, in una nicchia, è il busto reliquiario del beato Torello da Poppi, eremita (1202-1282). Il busto, di efficace contrasto cromatico per la differenza di materiali, è costituito infatti da un busto in rame dorato forse del XVI secolo al quale fu aggiunta una testa in argento, metallo più prezioso utilizzato per contenere la reliquia. Quest'ultima è opera del fiorentino Luca Naccherelli, ed è contraddistinto da un dettagliato realismo persino nel vivido sguardo, atto a coinvolgere emotivamente il fedele, come in molte simili opere fiorentine del periodo. Anche l'assemblaggio dei due elementi è sempre opera del Naccherelli e risale all'inizio del XVII secolo, come risulta dalla data 1606 sul gradino. Al primo altare di sinistra si trova invece una tavola raffigurante il Presepio, opera di Vincenzo Bonilli, allievo prima di Andrea del Sarto e poi di Vasari: del resto il dipinto è una replica dell'analogo soggetto dell'aretino conservato nella chiesa di Camaldoli e reca la data 1556 nel cartiglio in primo piano. La lunetta soprastante con l'Annunciazione, ricca di cangiantismi cromatici, si rifà al modello salviatesco di San Francesco a Ripa a Roma.

## Opere già in chiesa
La tavola con la Madonna in gloria con quattro santi detta Pala di Poppi dipinta nel 1530 da Andrea del Sarto per la Badia è conservata dal 1818 alla Galleria Palatina di Firenze.